# Jamaal Levy
Jamaal Levy (Panama, 8 gennaio 1983) è un cestista panamense.

## Carriera
Con Panama ha disputato il Campionato mondiale del 2006.